# Танагра рудокрила
Тана́гра рудокрила (Tangara lavinia) — вид горобцеподібних птахів родини саякових (Thraupidae). Мешкає в Центральній і Південній Америці.

## Підвиди
Виділяють три підвиди:

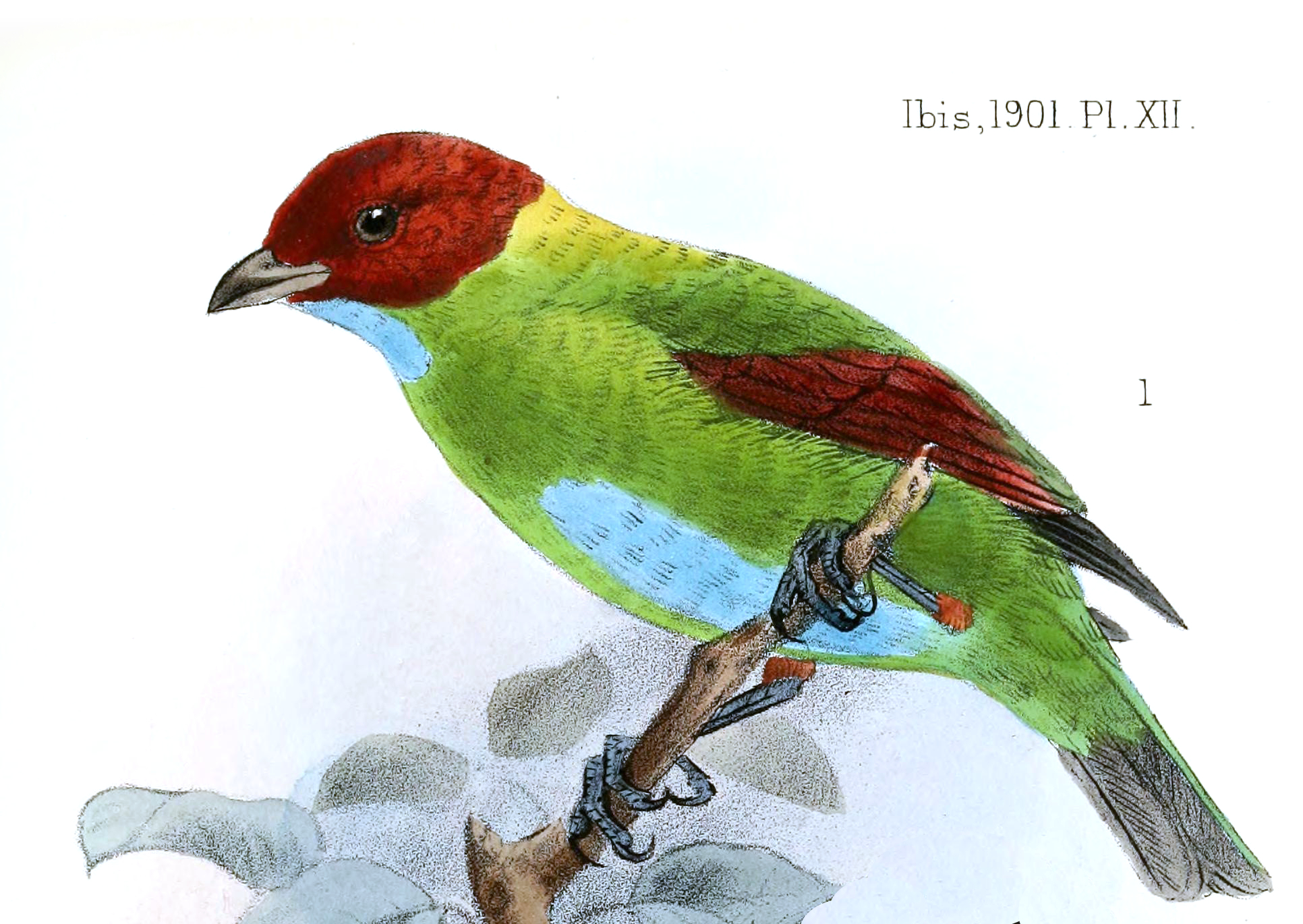
Рудокрила танагра

- T. l. cara (Bangs, 1905) — від крайнього сходу Гватемали до Гондурасу, Нікарагуа і Коста-Рики;
- T. l. dalmasi (Hellmayr, 1910) — західна Панама (Чирікі, Вераґуас);
- T. l. lavinia (Cassin, 1858) — від східної Панами до західної Колумбії і північно-західного Еквадора, острів Горгона.

## Поширення і екологія
Рудокрилі танагри мешкають в Гватемалі, Гондурасі, Нікарагуа, Коста-Риці, Панамі, Колумбії і Еквадорі. Вони живуть в кронах вологих рівнинних тропічних лісів, на узліссях і галявинах, переважно на висоті до 800 м над рівнем моря. Живляться комахами і плодами.